# Chelipoda
Chelipoda is een geslacht van insecten uit de familie van de dansvliegen (Empididae), die tot de orde tweevleugeligen (Diptera) behoort.

## Soorten
- C. albiseta (Zetterstedt, 1838)
- C. americana (Melander, 1947)
- C. contracta Melander, 1947
- C. elongata (Melander, 1902)
- C. inexspectata Tuomikoski, 1966
- C. limitaria MacDonald, 1993
- C. praestans Melander, 1947
- C. sicaria Melander, 1947
- C. truncata MacDonald, 1993
- C. vocatoria (Fallen, 1815)